# Net als toen
"Net Als Toen" (Baš kao onda) je pjesma koju je pjevala nizozemska pjevačica Corry Brokken i pobijedila na natjecanju pjesme Eurovizije 1957. u Frankfurtu. Tekst pjesme je napisao Willy van Hemert, a skladao ju je Guus Jansen.
Pjesma je klasična šansona u kojoj se pjevačica obraća svom suprugu pitajući ga sjeća li se starih dana u kojima su ona i on bili još samo zaljubljen par. Kroz riječi pjesme se može doznati kako u njihovom braku više nema romanse koja je nekad u starim danima ljubavi bila prisutna.
Ova kompozicija je na Pjesmi Eurovizije 1957. osvojila prvo mjesto s trideset i jednim bodom. Ovo je bila prva godina u povijesti Eurovizije u kojoj se primjenjivalo pravilo da svaka zemlja može poslati samo jednu pjesmu na natjecanje, a ne dvije kao prethodne godine. Pjesma je bila izvedena šesta po redu te večeri poslije "Wohin kleines Pony" Boba Martina i prije "Telefon,Telefon" Margot Hielrcher. Nizozemska je ovom pobjedom dobila domaćinstvo sljedeće godine u Hilversumu. Na tom natjecanju pobijedila je pjesma Andréa Claveaua, Dors, mon amour.